# Fuirena scirpoidea
Fuirena scirpoidea là loài thực vật có hoa trong họ Cói. Loài này được Michx. mô tả khoa học đầu tiên năm 1803.